# Geert Emmerechts
Geert Emmerechts (Vilvoorde, 5 maggio 1968) è un allenatore di calcio ed ex calciatore belga, di ruolo difensore.

## Palmarès

### Giocatore

#### Competizioni nazionali
- Coppa del Belgio: 1

Anversa: 1991-1992

## Statistiche

### Cronologia presenze e reti in nazionale
| Cronologia completa delle presenze e delle reti in nazionale ― Belgio | Cronologia completa delle presenze e delle reti in nazionale ― Belgio | Cronologia completa delle presenze e delle reti in nazionale ― Belgio | Cronologia completa delle presenze e delle reti in nazionale ― Belgio | Cronologia completa delle presenze e delle reti in nazionale ― Belgio | Cronologia completa delle presenze e delle reti in nazionale ― Belgio | Cronologia completa delle presenze e delle reti in nazionale ― Belgio | Cronologia completa delle presenze e delle reti in nazionale ― Belgio |
| Data                                                                  | Città                                                                 | In casa                                                               | Risultato                                                             | Ospiti                                                                | Competizione                                                          | Reti                                                                  | Note                                                                  |
| --------------------------------------------------------------------- | --------------------------------------------------------------------- | --------------------------------------------------------------------- | --------------------------------------------------------------------- | --------------------------------------------------------------------- | --------------------------------------------------------------------- | --------------------------------------------------------------------- | --------------------------------------------------------------------- |
| 19-1-1988                                                             | Ramat Gan                                                             | Israele                                                               | 2 – 3                                                                 | Belgio                                                                | Amichevole                                                            | -                                                                     | 46’                                                                   |
| Totale                                                                |                                                                       | Presenze                                                              | 1                                                                     |                                                                       | Reti                                                                  | 0                                                                     |                                                                       |